# Sveti Emerik
Sveti Emerik (mađ. Szent Imre) (Vesprim, oko 1007. – Sălard, 2. rujna 1031.), mađarski kraljević i kršćanski svetac iz dinastije Arpadović. 

## Životopis
Bio je mlađi sin prvog ugarskog kralja Stjepana I. Svetog († 1038.) i kraljice Gizele Bavarske († 1065.), ali je nakon prerane smrti starijeg brata Otta postao prijestolonasljednik.
Uz oca Stjepana odgajao ga je i sv. Gerard koji je kasnije postao csanádskim biskupom, a odgajan je u strogom i asketskom duhu.  Otac ga je nastojao što bolje pripremiti za svog nasljednika, te mu je ostavio pismo o upravljanju državom na kršćanski način, poznato kao "Ogledalo kraljeva" (Speculum regum), a pokušao ga je učiniti suvladarom za vrijeme svog života.
Godine 1022. otac ga je oženio i prema predaji, Emerik je zadržao čistoću u tom braku. Nije razjašnjeno tko mu je bila supruga, a spominju se tri moguće kandidatkinje: rođakinja bizantskog cara Konstantina IX. Monomaha, Adelaida Poljska ili Patricija Trpimirović, kći hrvatskog kralja Krešimira III.
Godine 1031. dogodila se tragedija, kraljević je nesretnim slučajem stradao u lovu nedaleko Vesprima. Budući da mu se pripisivalo nekoliko čudesnih ozdravljenja, papa Grgur VII. (1073. – 1085.) ga je kanonizirao zajedno s ocem i sv. Gerardom 5. studenog 1083. godine. Spomendan mu se slavi 5. studenoga.

## Vanjske poveznice
- Sveti Emerik - sveci.net  Arhivirana inačica izvorne stranice od 4. ožujka 2016. (Wayback Machine) (hrv.)
- Ante Vranković: Ivan Komersteiner - Ikonograf čudesno obnovljenog Hrvatskog Kraljevstva, Hrvatsko slovo, br. 1099, 13. 5. 2016., str. 28 (O ikonografiji i simbolici prikaza sv. Emerika u umjetnosti sjeverozapadne Hrvatske)(hrv.)